# Konsterud

Konsterud är en liten by i sydöstra delen av Kristinehamns kommun, Visnum, Värmland. 
Den första benämningen som är noterad är Kåsterudh 1587, sedan följer flera olika stavningar Kostarudh 1590, Komstarud i slutet av 1610, i lantmäterihandlingar från 1701 Kånsterud och 1715 Kosterud. Vidare omnämns orten första gången i jordeboken 1587-94 (upptaget redan 1585) då här ska ha varit ett krononybygge i form av ett torp som senare blev ett hemman om ¼ mantal. Första ledet i ortnamnet är okänt, sista ledet –rud står för "röjning".
I Konsterudsmossen har  ett av Nordens äldsta bevarade musikinstrument hittats och är väl bevarat tack vare att det låg i en mosse. Horn är ett organiskt material och kan därför dateras med  C 14-metoden. Vallhornet dateras till omkring Kristi födelse och finns att beskåda på Värmlands museum i Karlstad.